# Cilicitis phaeocremna
Cilicitis phaeocremna är en fjärilsart som beskrevs av Edward Meyrick 1938. Cilicitis phaeocremna ingår i släktet Cilicitis och familjen plattmalar. Inga underarter finns listade i Catalogue of Life.